# Lucien N. Andriot
Lucien N. Andriot (* 19. November 1892 in Paris; † 15. März 1979 in Riverside County, Kalifornien) war ein französischer Kameramann.

## Leben
Bereits im Jahr 1908 war Lucien Andriot bei der Filmproduktionsgesellschaft Éclair tätig und drehte dort mit Nick Carter eine der weltweit ersten Filmserien. Zu Beginn des Ersten Weltkriegs wanderte Andriot in die USA aus. Auf die Zusammenarbeit mit anderen Exil-Franzosen wie zum Beispiel Maurice Tourneur folgten später Arbeiten für King Vidor und Rouben Mamoulian. Als Höhepunkte seines filmischen Schaffens gelten Der Mann aus dem Süden und Tagebuch einer Kammerzofe, beide unter der Regie von Jean Renoir. Ab 1951 war Andriot ausschließlich für das Fernsehen tätig.

## Filmografie (Auswahl)
- 1911: Zigomar
- 1922: Der Graf von Monte Christo (Monte Cristo)
- 1925: Prärieteufel (The Thundering Herd)
- 1926: Hochzeitsglocken im Feuerregen (Volcano!)
- 1927: Die Liebe vom Zigeuner stammt (The Loves of Carmen)
- 1928: Die neue Heimat (A ship comes in)
- 1929: Christina
- 1929: The Valiant
- 1930: Der große Treck (The Big Trail)
- 1931: Women of All Nations
- 1932: Luana (Bird of Paradise)
- 1934: The Life of Vergie Winters
- 1934: Anne of Green Gables
- 1936: Charlie Chan in der Oper (Charlie Chan at the Opera)
- 1938: Mr. Moto und der Wettbetrug (Mr. Moto’s Gamble)
- 1939: Mr. Moto und die geheimnisvolle Insel (Mr. Moto in Danger Island)
- 1939: Der Frechdachs von Arizona (The Arizona Wildcat)
- 1940: The Lady in Question
- 1943: Die Wunderpille (Jitterbugs)
- 1943: Fünf Helden (The Sullivans)
- 1944: The Hairy Ape
- 1945: Das letzte Wochenende (And Then There Were None)
- 1945: Der Mann aus dem Süden (The Southerner)
- 1946: Tagebuch einer Kammerzofe (The Diary of a Chambermaid)
- 1947: Die Bestie von Shanghai (Intrigue)
- 1947: Frau ohne Moral? (Dishonored Lady)
- 1947: New Orleans
- 1949: Aufruhr in Marokko (Outpost in Morocco)
- 1951: The Last Half Hour: The Mayerling Story
- 1958: Half Human – The Story of the Abominable Snowman (US-Version; Originalversion: Jujin Yukiotoko, 1955)